# Fidélis Forbs
Fidelis Forbs (Bissau, Guiné-Bissau, 2 de Junho de 1975) é um político guineense, membro do Movimento para Alternância Democrática (MADEM G15)

## Biografia
Dirigente do MADEM-G15. Em 2008, desempenhou a função de Director-geral dos Desportos. Em 2012,  nomeado diretor administrativo e financeiro da Empresa Nacional PETROGUIN. Foi nomeado no governo de Baciro Djá Secretário de Estado dos Transportes e Comunicações. Nomeado no executivo de General Sissoco Embaló para exercer a função do Ministro dos Transportes e Comunicações. Agora, Forbs exerce o cargo de ministro das Obras Públicas, Habitação  e Urbanismo no executivo liderado por Nabiam.  